# Olumide Oyedeji
Olumide Oyedeji (Ibadan, 11 maggio 1981) è un ex cestista nigeriano, professionista nella NBA, in Europa e in Asia.

## Carriera
Dopo varie esperienze in Russia (MBK Dinamo Mosca, 1997-98) e Germania (DJK Würzburg, 1998-2000), è stato scelto al secondo giro del draft NBA 2000 con il numero 42 dai Seattle SuperSonics con cui ha disputato in totale 66 partite del campionato NBA nelle stagioni 2000-01 e 2001-02 (1,5 punti e 2,2 rimbalzi a partita).
Nel 2002-03 passa agli Orlando Magic (1,0 punti e 1,9 rimbalzi di media in 27 partite) e nel 2003-2004 torna in Europa, prima all'Īlysiakos e, quindi, all'Olimpia Lubiana.
Successivamente gioca con l'Al Kuwait SC, in Cina con lo Beijing Ducks (46 partite, 21,1 punti e 15,8 rimbalzi a gara) nel Cangrejeros de Santurce (Portorico) e con il Seoul Samsung Thunders (Corea del Sud).
Nell'aprile 2008 approda al CB Granada in Spagna dove gioca solo tre partite prima di tornare negli Usa per prendere parte alla Summer League di Las Vegas. Rilasciato nel settembre 2008 dagli Atlanta Hawks, si trasferisce in Cina allo Shanxi Zhongyu (47 partite: 20,3 punti e 19,8 rimbAalzi a partita).
Nel giugno 2009 è nuovamente a Portorico ai Vaqueros de Bayamón e nella stagione 2009-10 ha giocato prima In Cina con i Liaoning Hunters (36 partite: 14,1 punti e 12,2 rimbalzi) e da maggio 2010 in Giordania con l'ASU Sport Club (7 partite, 13,7 punti e 11,7 rimbalzi).
Stabilmente inserito nello starting five della nazionale nigeriana, ha partecipato ai vari Campionati Africani conquistando due argenti (Angola 1999 ed Egitto 2003) ed un bronzo (Algeria 2005).
Da agosto 2010 gioca come centro nel campionato italiano con la maglia di Caserta. Il 7 ottobre 2010 il giocatore e la società casertana rescindono consensualmente il contratto.

## Palmarès

### Club
- MVP Campionato di Nigeria (1997)
- Finalista Coppa delle Nazioni Africane (1998)
- Vincitore Dunk Contest All Star Game di Germania (1999 e 2000)
- MVP All Star Game di Germania (2000)

### Nazionale
- Medaglia d'Argento Campionati Africani (1999, 2001 e 2003)
- Medaglia di Bronzo Campionati Africani (2005)